# Poppo von Osterna
Poppo von Osterna (mort le 6 novembre 1267) est le neuvième grand maître de l'ordre Teutonique (1253-1256).

## Biographie
Poppo von Osterna est issu d'une riche famille de traditions chevaleresques qui réside à Osternohe, à proximité de Nuremberg en Franconie. Il rejoint l'ordre Teutonique en 1228, il est un des premiers frères à s'installer en Prusse. Il devient maître de Prusse en 1240 et prend part à la bataille de Legnica en 1241, bien que la participation des chevaliers Teutoniques dans la bataille soit discutable. En 1242, Poppo se rend en Autriche avec une légation allemande pour collecter de l'argent afin de financer la guerre contre Świętopełk II de Poméranie. De 1248 à 1253, Poppo réside en Allemagne, devenant le neuvième Grand Maître en 1253, en dépit d'une minorité pro-papale qui lui préfère Wilhelm von Urenbach (en). Le nouveau grand maître de l'Ordre s'installe en Prusse et combat les Sudoviens (en). En 1254, il demande l'aide d'Ottokar II de Bohême pour mener croisade en Sambie. Victorieux, Poppo fait construire plusieurs châteaux autour de la lagune de la Vistule, et fonde la ville de Königsberg (1255).

## Sources
- (en) Cet article est partiellement ou en totalité issu de l’article de Wikipédia en anglais intitulé « Poppo von Osterna » (voir la liste des auteurs).